# Петровци (Богдановци)
Петровци (русински: Петровци, украјински: Петрівці) су насељено мјесто у општини Богдановци, Република Хрватска.

## Историја
Петровци су 1885. године били у Ердевичком изборном срезу са својих 209 душа.
Насеље је у вријеме СФРЈ било у саставу некадашње општине Вуковар.

## Становништво
На попису становништва 2011. године, Петровци су имали 864 становника.
| Демографија | Демографија | Демографија |
| Година      | Становника  | Становника  |
| ----------- | ----------- | ----------- |
| 1991.       | 1.289       |             |
| 2001.       | 988         |             |
| 2011.       |             | 864         |

## Попис 1991.
На попису становништва 1991. године, насељено место Петровци је имало 1.289 становника, следећег националног састава:
| Попис 1991.‍   | Попис 1991.‍  | Попис 1991.‍ | Попис 1991.‍ | Попис 1991.‍ |
| ------------- | ------------ | ----------- | ----------- | ----------- |
|               |              |             |             |             |
| Русини        | Русини       |             | 737         | 57,17%      |
| Украјинци     | Украјинци    |             | 230         | 17,84%      |
| Срби          | Срби         |             | 163         | 12,64%      |
| Хрвати        | Хрвати       |             | 68          | 5,27%       |
| Југословени   | Југословени  |             | 45          | 3,49%       |
| Пољаци        | Пољаци       |             | 4           | 0,31%       |
| Мађари        | Мађари       |             | 3           | 0,23%       |
| Словаци       | Словаци      |             | 3           | 0,23%       |
| Руси          | Руси         |             | 1           | 0,07%       |
| Словенци      | Словенци     |             | 1           | 0,07%       |
| остали        | остали       |             | 2           | 0,15%       |
| неопредељени  | неопредељени |             | 26          | 2,01%       |
| непознато     | непознато    |             | 6           | 0,46%       |
| укупно: 1.289 |              |             |             |             |

## Спорт
- НК Петровци
- Столнотениски клуб Петровци